# International Tennis Championships of Colombia 1980
L'International Tennis Championships of Colombia 1980 è stato un torneo di tennis giocato sulla terra rossa. È stata la 4ª edizione dell'International Tennis Championships of Colombia, che fa parte del Volvo Grand Prix 1980. Il torneo si è giocato a Bogotà in Colombia, dal 10 al 16 novembre 1980.

## Campioni

### Singolare maschile
Dominique Bedel ha battuto in finale  Carlos Kirmayr con il punteggio di 6–4, 7–6

### Doppio maschile
Álvaro Fillol /  Carlos Kirmayr hanno battuto in finale  Andrés Gómez /  Ricardo Ycaza con il punteggio di 6–4, 6–3